# Ralph Häfner
Ralph Häfner (* 15. Dezember 1962 in Würzburg) ist ein deutscher Literaturwissenschaftler.

## Leben
Von 1985 bis 1992 studierte er Germanistik, Philosophie und Geschichte an der Ludwig-Maximilians-Universität München und von 1982 bis 1985 Germanistik, Philosophie, Geschichte und Kunstgeschichte an der Julius-Maximilians-Universität Würzburg. Nach der Promotion 1992 in München war er von 2008 bis 2023 Professor am Deutschen Seminar der Universität Tübingen, Lehrstuhl für Deutsche Philologie / Literatur der Frühen Neuzeit. Nach der Habilitation 1998 für das Fach Deutsche Philologie unter Einschluß der Vergleichenden Literaturwissenschaft am Fachbereich Germanistik der FU Berlin ist er seit 2012 Professor für Neuere deutsche Literaturgeschichte am Deutschen Seminar der Albert-Ludwigs-Universität Freiburg.

## Schriften (Auswahl)
- Johann Gottfried Herders Kulturentstehungslehre. Studien zu den Quellen und zur Methode seines Geschichtsdenkens (= Studien zum achtzehnten Jahrhundert, Bd. 19). Meiner, Hamburg 1995, ISBN 3-7873-1178-5 (= Dissertation Universität München).

- Götter im Exil. Frühneuzeitliches Dichtungsverständnis im Spannungsfeld christlicher Apologetik und philologischer Kritik (ca. 1590–1736). Tübingen 2003, ISBN 3-484-36580-3.
- Die Weisheit des Silen. Heinrich Heine und die Kritik des Lebens. Berlin 2006, ISBN 3-11-018954-2.
- Mysterien im Hain von Ariccia. Nicolas Poussins „Landschaft mit Numa Pompilius und der Nymphe Egeria“ im intellektuellen Kontext um 1630. Paderborn 2011, ISBN 978-3-7705-5129-3.
- Masken in Gesellschaft. Bacchanale, Bankette, Petit Soupers von Heine bis Rabelais. Heidelberg 2014, ISBN 3-8253-6372-4.